# Carraixet

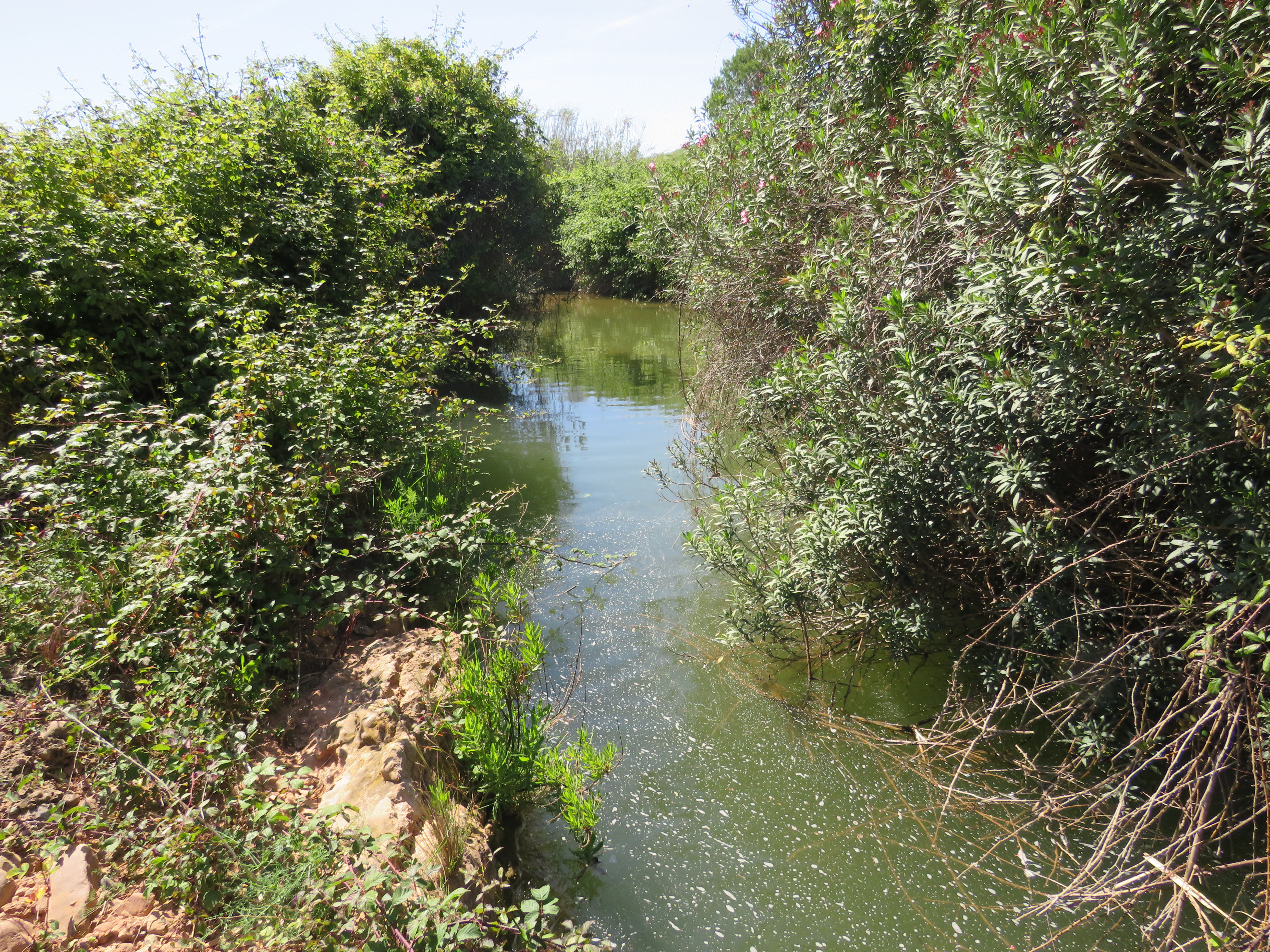
Ravin de Carraixet.

Le ravin du Carraixet est un cours d'eau du nord de la province de Valence, dans la Communauté de Valence (Espagne). Son origine se situe dans la localité de Gátova et récolte des eaux du versant sud de la Sierra Calderona. Il aboutit dans la mer Méditerranée dans la localité de Alboraya. À l'origine, il reçoit aussi les noms de barranco de Olocau ou du Peralvillo. Dans le Livre des Faits (en valencien, Llibre dels feits) Jaime I le dénomme riu Sec ("rivière sèche") lorsqu'il parla de la bataille du Puig.

## Cours d'eau
Le ravin du Carraixet naît dans la commune de Gátova, à l'ouest de la population. Il récolte des eaux du versant sud de la Sierra Calderona, plus précisément des sources de l'Almeda et de Xarvilla. Il passe après par Olocau, en recevant quelque chose après, par la gauche le ravin de Pedralbilla, que vient de Portacoeli. Il continue après en direction du SE par la commune de Bétera, en atteignant son lit de grande ampleur. Ils s'unissent par la gauche, quasi au même endroit, les ravins du Cirer et de Náquera. Il rencontre un peu plus loin la commune de Moncada et touche Alfara du Patriarche, servant de limite entre les territoires communaux, fonction qui s'exerce presque jusqu'à son embouchure. Il passe ainsi par Foyos et Vinalesa, où il reçoit le ravin de Palmaret Grand. À partir de là, il a déjà été canalisé, et continue vers les localités mineures valenciennes de Benifaraig et Carpesa. Il atteint Bonrepós et Mirambell, en prenant ensuite la direction de l'est. Il passe par Tavernes Blanques, population qui se situe sur la rive droite. À cette hauteur se trouve la chapelle de la Vierge des laissés-pour-compte, reconstruite et réformée en 1447, juste à côté du lieu où l'on enterrait les exécutés. L'ancienne route de Valence à Barcelone croise le ravin, point à partir duquel se trouve aussi la Croix Couverte de Almácera, qui se trouve à gauche. Il entre après dans la commune d'Alboraya. Le lit, généralement sec jusqu'ici, commence à se remplir d'eau, grâce aux diverses résurgences situés dans ce même lit. Le dernier tronçon du ravin voit son lit totalement occupé par les eaux, et devient une réserve importante pour la pêche. Sur la rive droite, près l'embouchure, il y a une autre chapelle qui commémore le miracle des poissons.

### Canalisation
Son lit, normalement sec, peut être destructeur lors des fortes pluies en raison de la taille de son bassin et aux pentes fortes du cours d'eau. Les dernières crues les plus importantes sont celles de 1949 et 1957. En plus, en raison de son débit quasi nul, il existe une grande quantité de chemins de verger dans les diverses localités de la région. Il en va sans dire que ces voies sont impraticables et très dangereuses pour les barques et bateaux en tout genre lorsqu'il y a de l'eau. 

## Affluents
- Ravin de l'Olla.
- Ravin de la Pedralbilla[3].
- Ravin du Cirer (son origine dans la Sierra Calderona)[4].

## Voie verte

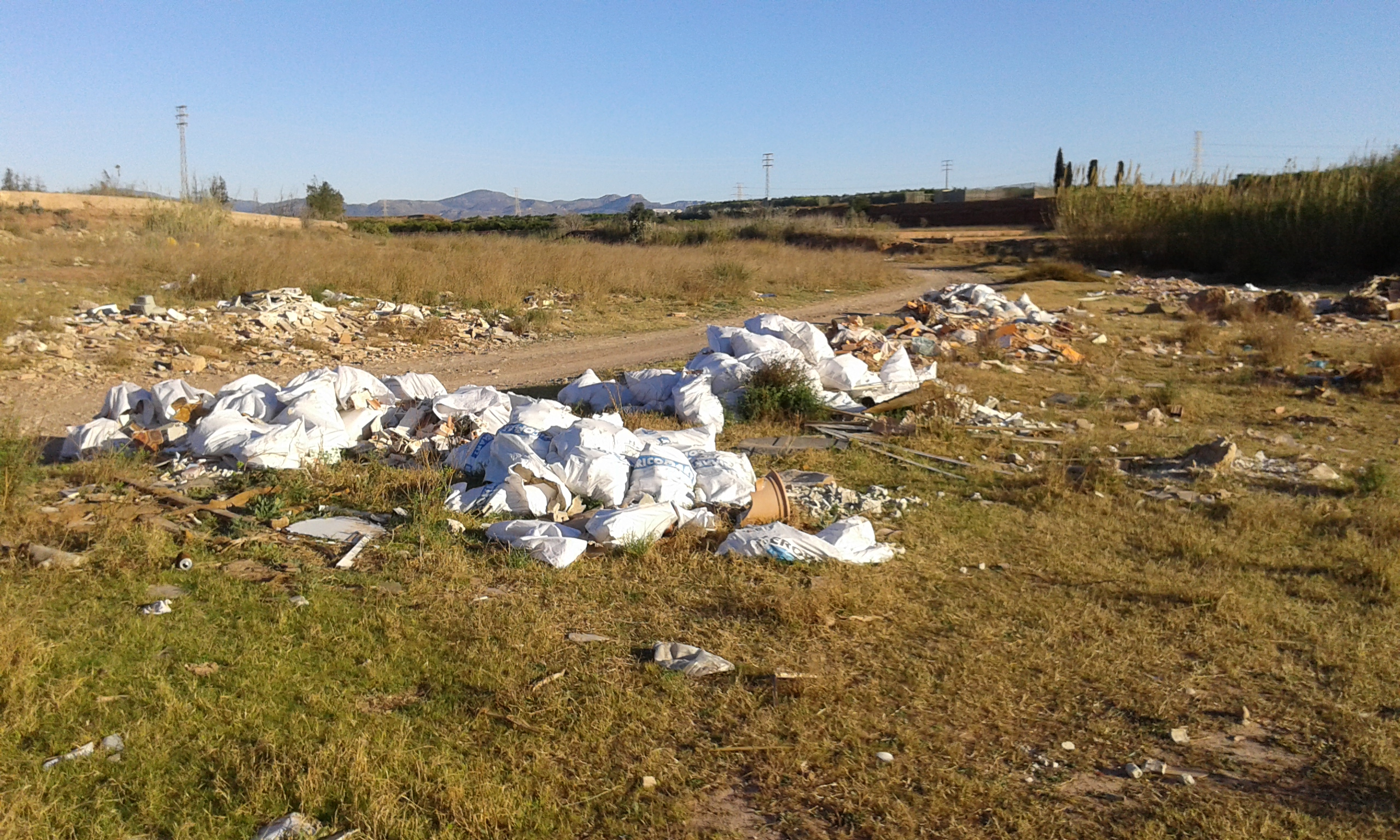

Au mois de septembre 2015, des représentants des collectifs de Compromís des rives du Carraixet se sont réunis au Pont Sec afin de défendre le ravin comme un espace naturel, dans le but de mettre en valeur ses atouts paysagers, biologiques et patrimoniaux, et dénoncer les agressions qu'il subit. Le député de Compromís Joan Baldoví a présenté un amendement aux budgets  généraux de l'État en réclamant un investissement pour adapter les rives du ravin comme Voie verte afin que cela deviennent des zones accessibles pour des balades touristiques et des zones de repos.

## Pont Sec
39° 33′ 42,75″ N, 0° 23′ 13,95″ O

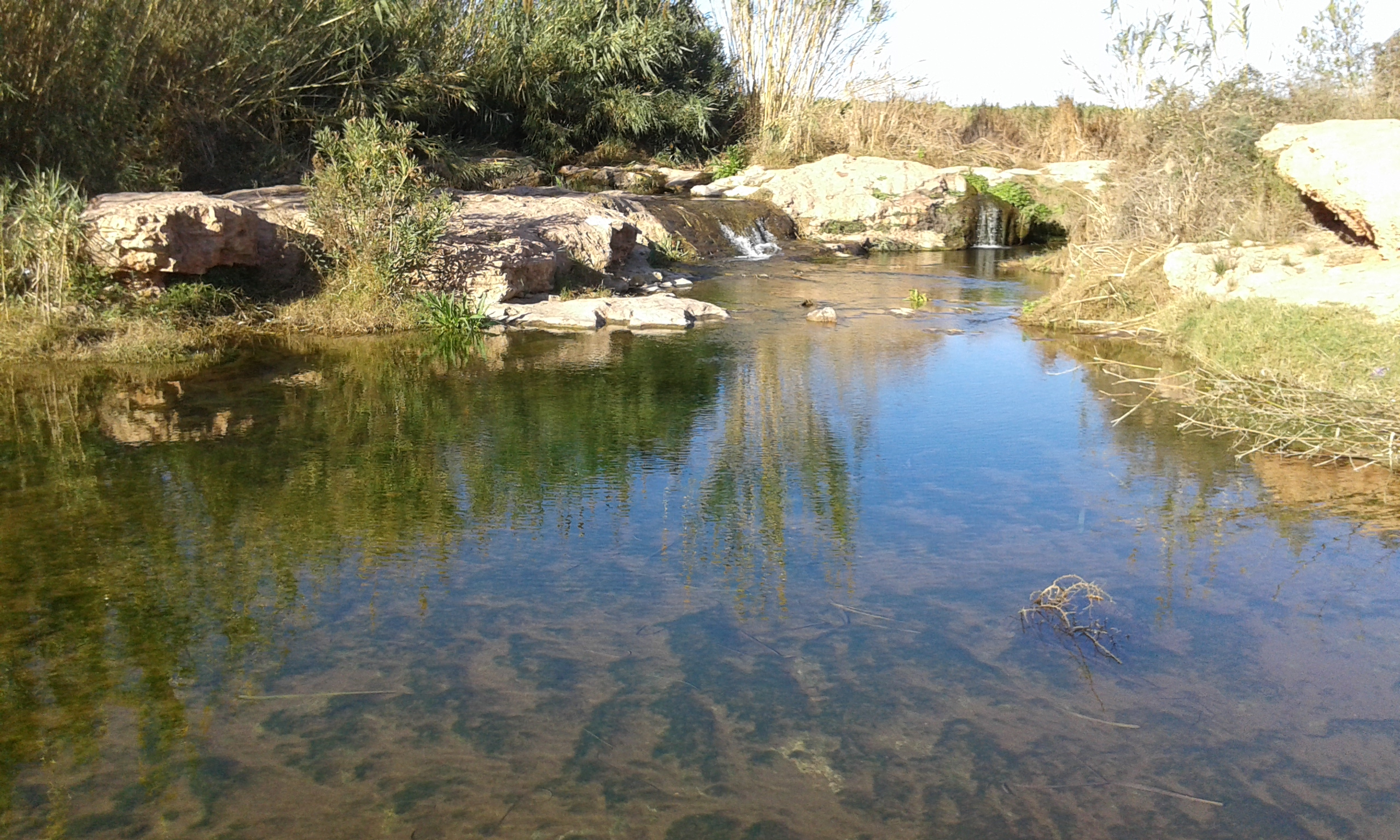

Sur le territoire communal de Moncada, le ravin est utilisé comme voie pour l'élevage pastoral. De plus, il a été utilisé comme déversoirs d'ordures et de nombreuses transformations agricoles incontrôlées ont été réalisées. Le ravin a donc été beaucoup dégradé avec les années, à l'instar de l'écosystème palustre qui a quasiment disparu. Entre le Pont Sec et le Racó de Casans (Séminaire Métropolitain), entre les territoires communaux de Moncada et Foyos, il existe la résurgence de la rigole de Bofilla, qui fournit suffisamment d'eau pour maintenir une zone humide dans le ravin, normalement sec, cette humidité facilite la survie des niches des oiseaux au printemps, on peut d'ailleurs observer des cols-verts, des poules d'eau, etc. De plus, il existe aussi de nombreuses espèces végétales,.

### Volontariat environnemental
Depuis 2013, les volontaires du Projet Emys de Acció Écologiste-Agró ont joué un rôle important dans le suivi de la population de tortues Mauremys leprosa qui survivent dans le Pont Sec, avec l'installation d'un réseau de nasses et la réalisation du recensement de la population de Mauremys leprosa.
En 2015, 24 volontaires ont participé à cette initiative de science citoyenne avec la collaboration de la Colla Ecologista de Massarrojos, le Col·lectiu Culturel Bòbila de Alfara du Patriarche et la Association culturelle Macarella de Bonrepós et Mirambell. Au Pont Sec, lors d'un recensement de cinq tortues d'eau, trois d'entre-elles étaient ibériques, déjà capturées lors des éditions précédentes et deux nouveaux spécimens ont été recensés pour la première fois. Il s'agit de tortues de Floride, une espèce exotique et envahissante qui menace la survie des tortues autochtones.

## Communes par où il passe
- Gátova
- Marines
- Olocau
- Bétera
- Alfara Du Patriarche
- Vinalesa
- Bonrepós Et Mirambell
- Tavernes Blanques
- Almácera
- Alboraya